# کارکیا ناصر کیا
کارکیا ناصرکیا بن امیر سید محمد (دومین دوره حکومت ۸۳۳–۸۵۰ ق) پس از شورش ناصر کیا و احمد کیا علیه پدر، در مورد منافع بیه‌پیش، میان آن دو نزاع درگرفت. سید احمد از برادرش شکست خورد و به دربار شاهرخ تیموری پناه برد و مورد حمایت او قرار گرفت؛ اما بعدها در رشت با توطئه ای دستگیر شد و در زندان در گذشت.